# Collescille
Collescille (o anche Villa Collescille) è una frazione del comune di Preci (PG), posto a ben 944 m s.l.m., sorto sull'antico sentiero di collegamento tra Preci e Visso. Gli abitanti sono 16 (dati Istat, 2001). Esso si trova sulle pendici del monte Moricone (due cime, 1.429 m e 1.433 m), ricche di boschi di roverella e cerro.

## Storia
Era tra i paesi che svolgevano la difesa della sottostante abbazia di Sant'Eutizio. Nel 1259 l'abate Teodino II cedette il paese a Norcia, iniziando così lo smantellamento del potere temporale dell'abbazia.
Nel 1998 vi si svolse un fatto di cronaca nera che ebbe risonanza a livello nazionale: l'assassinio di due pastori.
Allo stato attuale vi abitano solo tre famiglie, rinforzate durante l'estate da qualche esiguo turista.
Nella chiesa di questa piccola villa di transito, Santa Maria Assunta (XVI secolo), pericolante dopo il terremoto del 1997, si trova la statua lignea policroma della Madonna seduta con bambino, opera del Maestro della Madonna di Macereto (seconda metà del XV secolo): essa era originariamente custodita in una nicchia seminascosta dell'altare, visibile solo dopo aver azionato un meccanismo. La Festa della Madonna si svolge la prima domenica di giugno.
Una robusta torre quadrata di avvistamento si trova nella parte superiore del borgo, a guardia della valle dell'abbazia. Il sentiero che parte dal paese e conduce alla cima del Moricone passa anche per la sella di Pian Callaio (1.288 m), da cui si possono ammirare gran parte delle cime circostanti.
Un'altra chiesa di interesse è quella di Sant'Antonio Abate.

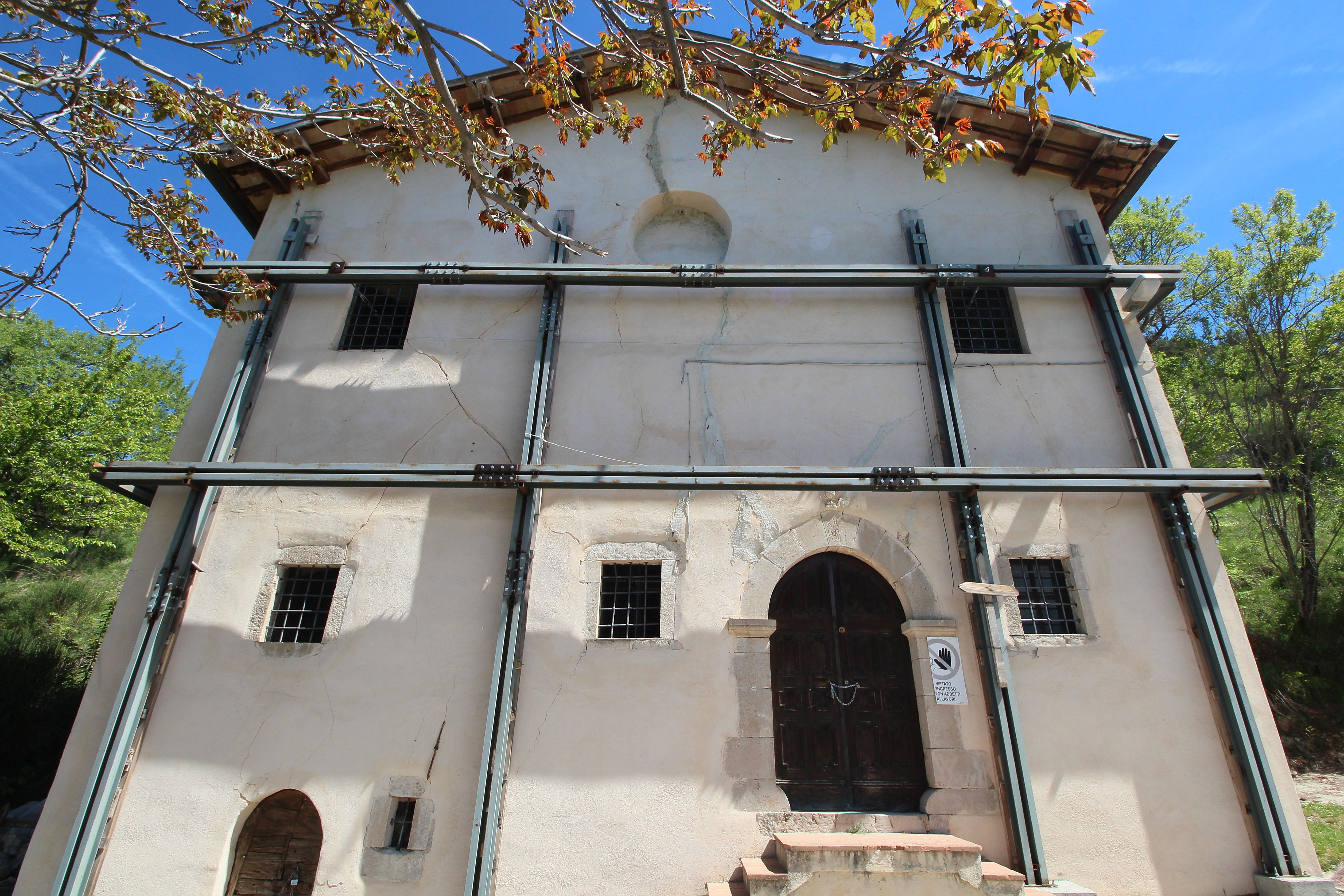
La chiesa di Santa Maria Assunta
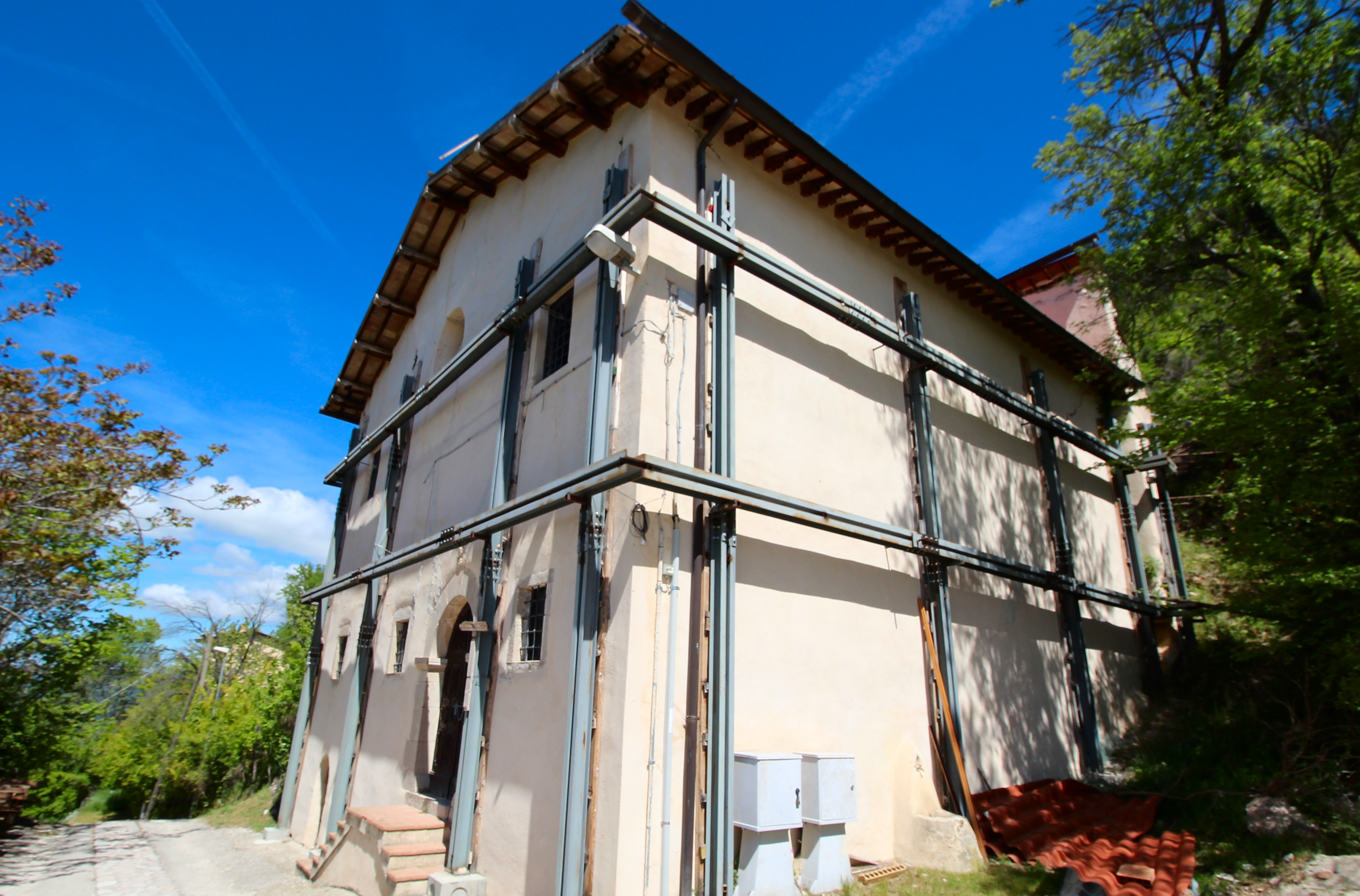
La chiesa di Santa Maria Assunta
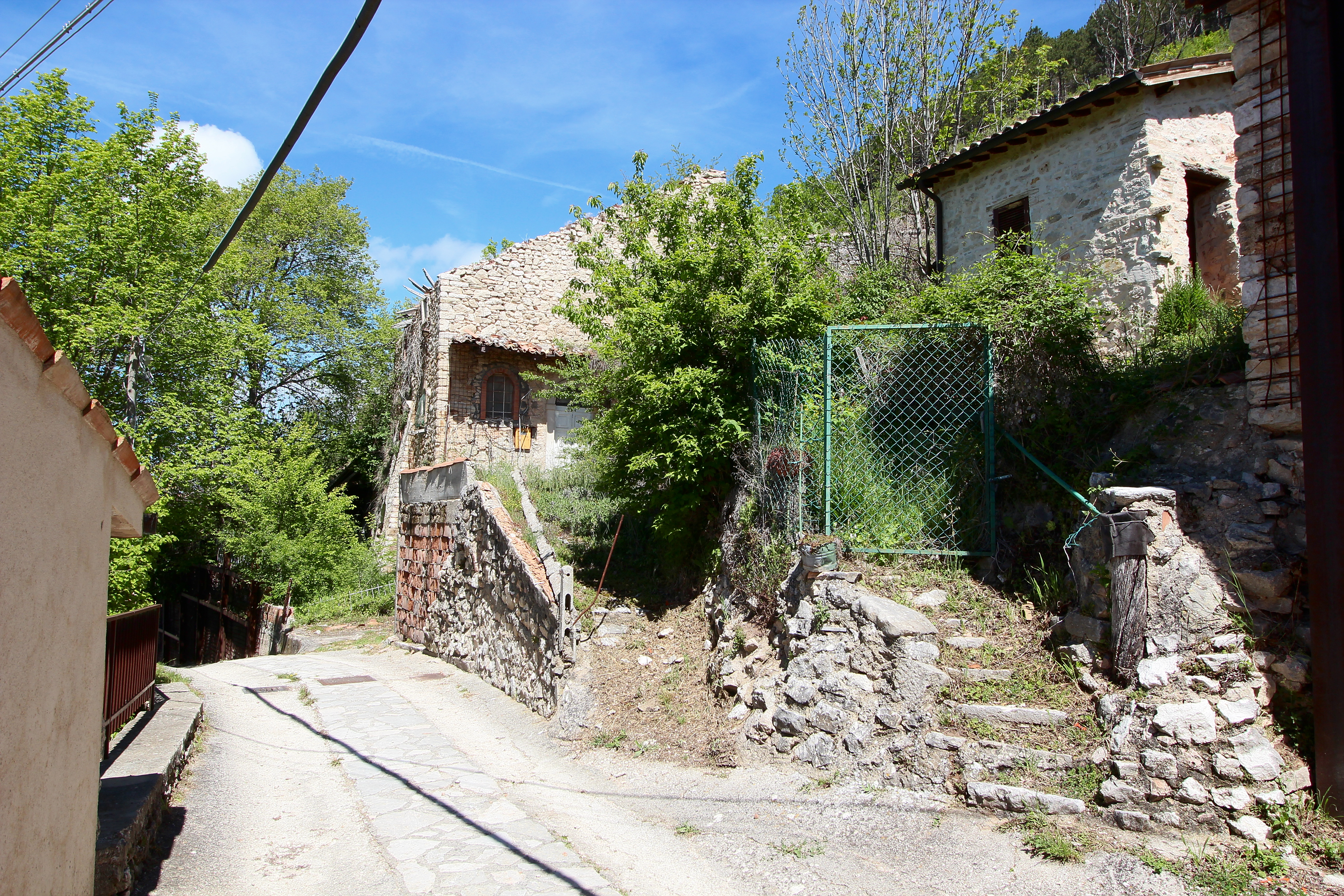
Il borgo
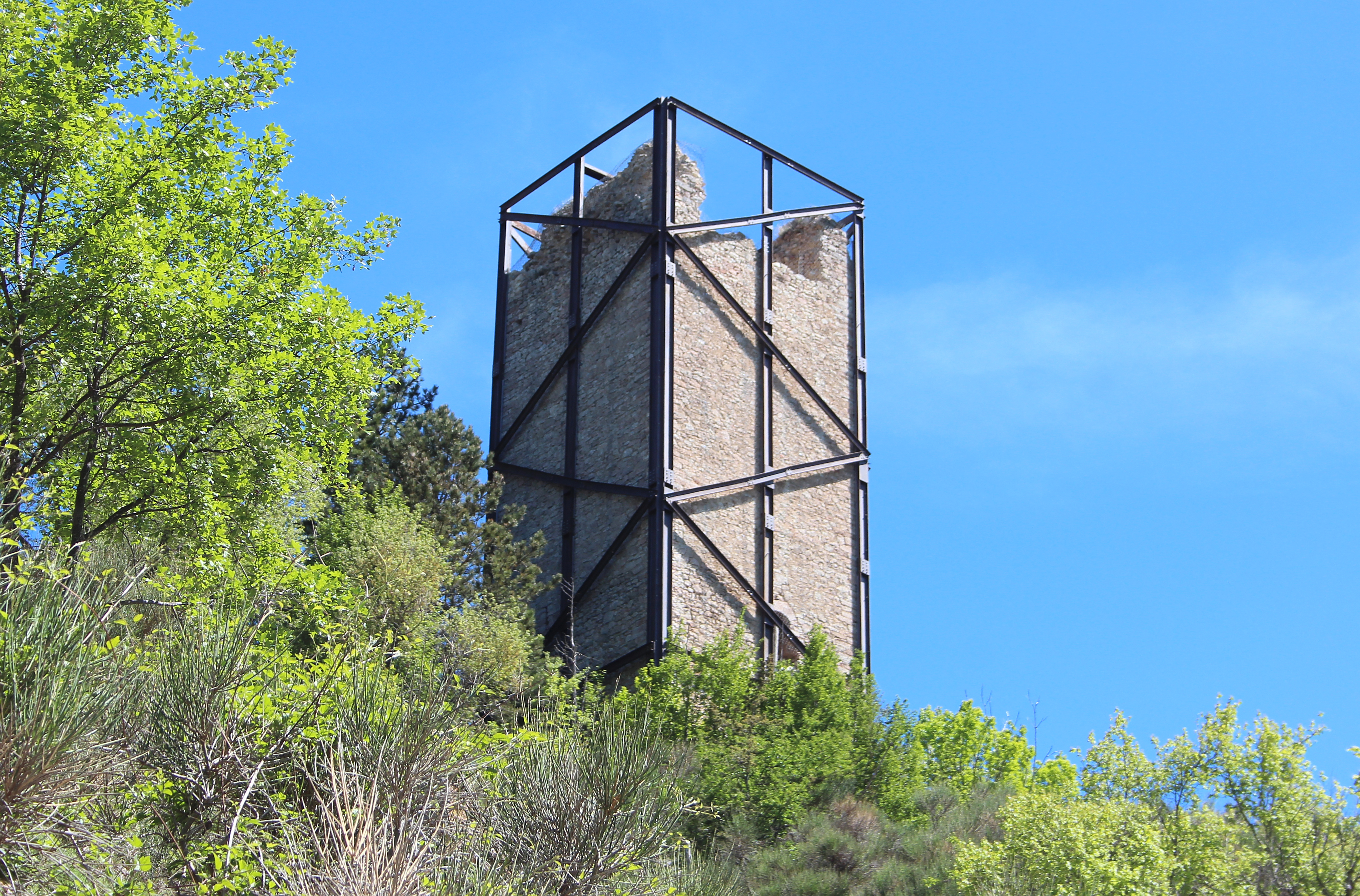
La torre